# Exploitation
Exploitation is een dramafilm uit 2012, geregisseerd en geschreven door Edwin Brienen. De film vierde première tijdens het Lausanne Underground Film and Music Festival in Switzerland, 20 oktober 2012.

## Verhaal
Eva (Eva Dorrepaal) doet auditie voor een obscure arthouse-film. Een anonieme, gemaskerde regisseur (Tomas Sinclair Spencer) creëert een bedreigende atmosfeer. Hij domineert en vernedert Eva, dwingt haar tot prostitutie. Ze brengt de nacht door met een Joodse filmproducer, genaamd Josh (Jaron Löwenberg). Als hij weigert haar financieel te helpen, chanteert ze hem. Terug op de filmset, stevent Eva op haar eigen ondergang af. ‘t Is een kwestie van tijd voordat haar individualiteit en gevoelens worden uitgevlakt in het belang van de kunst. 

## Muziek
De soundtrackmuziek voor de film werd gemaakt door artiesten uit de stal van Enfant Terrible Productions. Meewerkende artiesten zijn o.m. Europ Europ, Neugeborene Nachtmusik en Sololust.